# 覆盖层
覆盖层是指覆盖在岩石上的土石体，主要位於河谷、盆地、平原等地。這些土石體形成時間不長，主要構成為砂、砾石、黏土、黄土、淤泥、碎石等。土石體厚度最短為數米，最長會有數百米。